# Didier Sornette

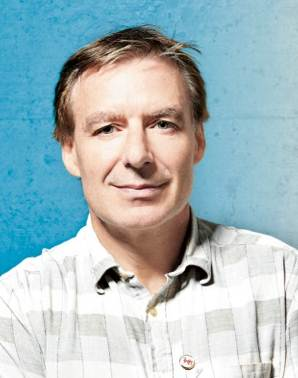
Didier Sornette (2012)

Didier Sornette (* 25. Juni 1957 in Paris) ist ein französischer Physiker.

## Leben
Sornette ist Sohn eines Hubschrauberpiloten und einer Lehrerin. Er schloss das Studium der Physik 1981 an der Universität Nizza ab und war dann bis 1990 Forscher am CNRS und bis 2006 Forschungsdirektor. Im Jahr 1985 wurde er an der Universität Nizza in Physik promoviert und habilitiert. Nach Stationen am Collège de France bei Pierre de Gennes und Gastprofessuren in Canberra, an der Ecole Polytechnique und der University of California, Santa Barbara wurde er im Jahr 1996 auf einen Lehrstuhl für Geo- und Planetarphysik an der UCLA berufen. Von 2006 bis 2022 war Sornette Inhaber des Lehrstuhls für Enterpreneurial Risks an der ETH Zürich und ist dort nun Professor emeritus. Des Weiteren ist er seit 2009 Honorarprofessor an der East China University of Science and Technology, Shanghai und seit 2019 Chair Professor an der Southern University of Science and Technology (SUSTech), Shenzhen. Er ist ebenso Gründungsmitglied des Risk Center und Initiator des Financial Crisis Observatory an der ETH.

## Forschung
Hauptforschungsgebiet ist die Analyse und Vorhersage extremaler Ereignisse in komplexen Systemen, insbesondere im Bereich von Finanzmärkten, Spekulationsblasen und deren Zusammenbruch. Weitere wichtige Beiträge betreffen die Geophysik (insbesondere im Bereich der Erdbeben-Forschung), die Finanzmarkttheorie (unter anderem  Evolutionary Finance) und die Theorie komplexer Systeme. Sornette wurde insbesondere durch seine Beiträge zum Forschungsgebiet der Econophysics und den Finanzmarktkrisen 1997 und 2007/08 einer breiteren Öffentlichkeit bekannt.
Sornette ist Träger zahlreicher Preise, darunter der Science et Défence French Young Investigator National Award (1985), Research McDonnell Award (2002), Risques-Les Echos prize (2002) und Editor in unterschiedlichen wissenschaftlichen Fachpublikationen. 2013 wurde er zum Fellow der American Association for the Advancement of Science gewählt, 2019 zum Mitglied der Schweizerische Akademie der Technischen Wissenschaften und 2020 zum Mitglied der Academia Europaea.

## Werke
Sornette ist Autor und Koautor von über 480 Publikationen in Fachzeitschriften, die über 17.000 mal zitiert wurden (h-Index 66) und zahlreichen Buchbeiträgen.
Bücher:
- Critical Phenomena in Natural Sciences, Chaos, Fractals, Self-organization and Disorder: Concepts and Tools. Springer Series in Synergetics, Heidelberg 2000.
  - 2. Ausgabe: Springer Series in Synergetics, Heidelberg 2004, ISBN 3-540-40754-5.
- Why Stock Markets Crash: Critical Events in Complex Financial Systems. Princeton University Press, 2003, ISBN 0-691-09630-9 (übersetzt u. a. ins Japanische, Russische, Vietnamesische, Chinesische).
- Mit Y. Malevergne: Extreme Financial Risks (From dependence to risk management). Springer, Heidelberg 2005.
- Mit Y. Malevergne, A. Saichev: Theory of Zipf’s law and beyond. Springer, Heidelberg 2009, ISBN 978-3-642-02945-5.

Zu den am stärksten rezipierten Aufsätzen gehören:
- J. Laherrère, D. Sornette: Stretched exponential distributions in nature and economy: “fat tails” with characteristic scales. In: The European Physical Journal B - Condensed Matter and Complex Systems. Band 2, Nr. 4, 1998, S. 525–539, doi:10.1007/s100510050276.
- D. Sornette: Discrete-scale invariance and complex dimensions. In: Physics Reports. Band 297, Nr. 5, 1998, S. 239–270, doi:10.1016/S0370-1573(97)00076-8.
- D. Sornette, C. G. Sammis: Complex Critical Exponents from Renormalization Group Theory of Earthquakes: Implications for Earthquake Predictions. In: Journal de Physique I. Band 5, Nr. 5, 1995, S. 607–619, doi:10.1051/jp1:1995154 (archives-ouvertes.fr [PDF; 885 kB]).
- D. Sornette, A. Johansen, J.-P. Bouchaud: Stock Market Crashes, Precursors and Replicas. In: Journal de Physique I. Band 6, Nr. 1, 1996, S. 167–175, doi:10.1051/jp1:1996135, arxiv:cond-mat/9510036v1.
- A. Arnéodo, J.-F. Muzy, D. Sornette: “Direct” causal cascade in the stock market. In: The European Physical Journal B. Band 2, Nr. 2, 1998, S. 277–282, doi:10.1007/s100510050250 (finance.martinsewell.com [PDF; 487 kB]).